# La Quina
Le site préhistorique de la Quina est situé dans la commune de Magnac-lès-Gardes en Charente, France. Il s’étend sur près de 700 m et comporte deux gisements, la station amont et la station aval. Il a été occupé au Paléolithique moyen (Moustérien) et au début du Paléolithique supérieur (Châtelperronien, Aurignacien).

## Situation
Le gisement de la Quina se trouve dans l'ouest de la commune de Pontaroux, sur la petite route longeant le Voultron pour relier Pontaroux à Blanzaguet vers le sud. Jusqu'à sa sortie de la commune de Pontaroux, le Voultron — qui s'écoule dans le sens nord-sud — est bordé en rive gauche (côté Est) par des escarpements abrupts devenant falaises en plusieurs endroits. c'est là que l'on a déterminé une station nord et une station sud, renommées ensuite en station amont et station aval. .

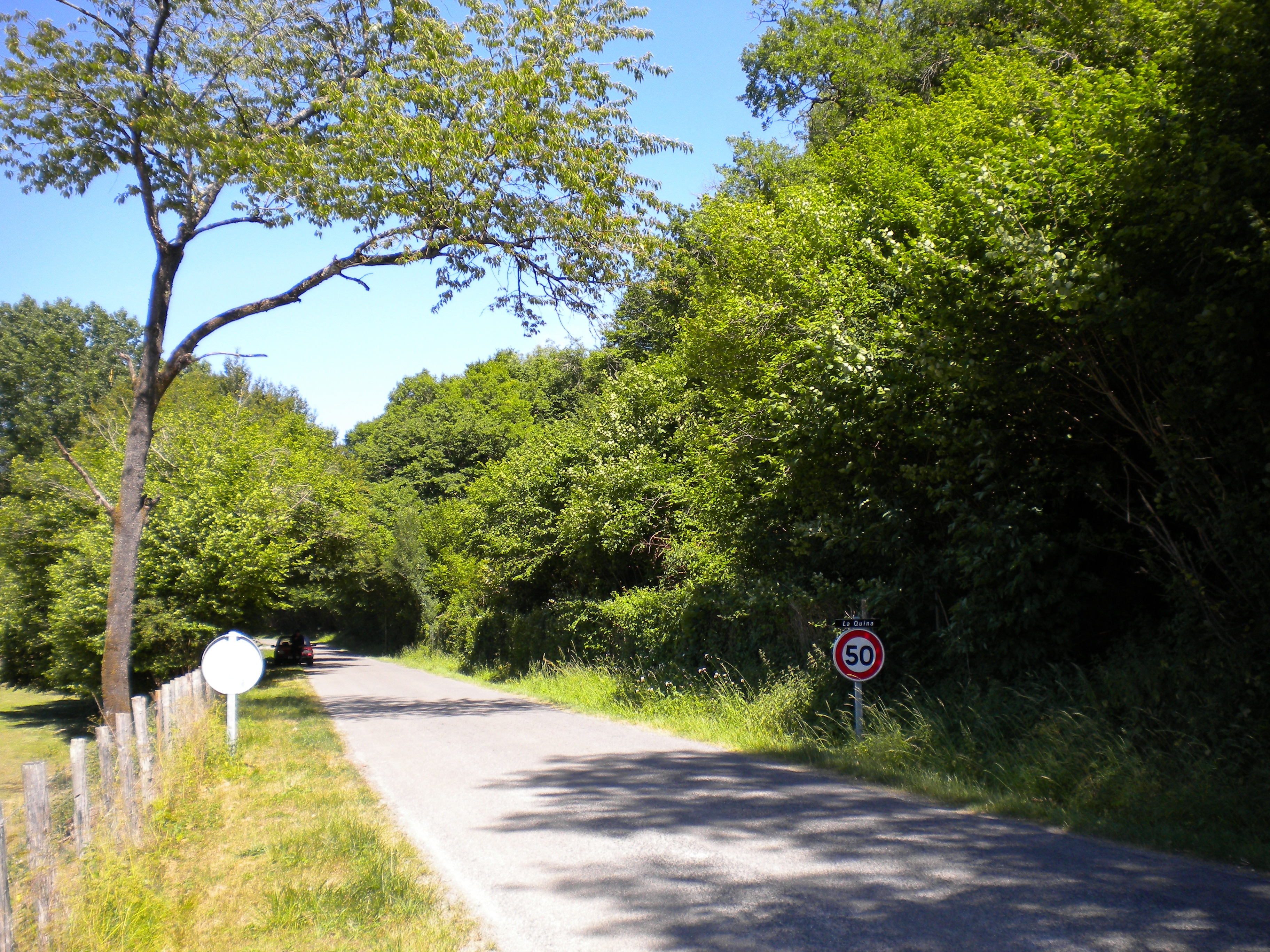
Route Blanzaguet-Pontaroux au niveau du site. Les falaises sont à droite (est), le Voultron sur la gauche. Hameau la Quina à 300 m plus loin.

## Historique
Gustave Chauvet, notaire à Edon, et membre de la Société Archéologique et Historique de la Charente, découvre le site en 1872. Dans son article «  stations humaines quaternaires de la Charente » Gustave Chauvet relate ses fouilles de la  grotte des Ménieux et celles de la « Station de la Quina ». Il parle d’abord de la rive droite du Voultron : 

« Entre le Pontaroux et la Malaisie, rive droite du Voultron,  M. Lambert, en faisant extraire d’une grotte, de la terre pour améliorer ses prairies, a recueilli les restes d’une sépulture néolithique contenant un squelette à crâne très épais une hachette polie en silex, de nombreuses lames en silex, type couteaux magdaléniens, une large plaque de grès gris ; j’ai examiné ces trouvailles et fouillé cette grotte en juillet 1872 »

Quant à la rive gauche,  Gustave Chauvet écrit : 

« j’ai découvert la station de la Quina, peu après celle des Ménieux, avec mon ami M. Vergnaud le 23 décembre 1872 »

 Il ajoute : 

« Nous reconnûmes la station néolithique située au sud du moulin, sur la rive droite, et une petite grotte située sur la rive gauche, au-dessus de la station moustérienne, cachée par les broussailles [...] Les fouilles que j’y pratiquais le 13 octobre 1873 mirent au jour : une couche de 30 cm de terre avec des silex taillés, une terre argileuse sur 70 cm jusqu’au rocher, avec des os brisés d’équidés mêlés à des éclats de silex, des pointes retouchées finement et des racloirs dont l’un de grande dimension, est un des plus beaux recueillis dans la station. Toute cette industrie franchement moustérienne [...] La véritable importance de la station ne fut réellement connue qu’après les travaux nécessités par la nouvelle route du Pontaroux à Lavalette. Toute la base du talus fut coupée et deux stations distinctes mises au jour : l’une au midi du moulin, vers Lavalette, était nettement magdalénienne, sa partie principale était dans l’axe de la route, les couches les plus riches mises au remblai. L’autre station, au nord, vers le Pontaroux, d’une importance considérable, nettement moustérienne, fournit de nombreuses charretées de silex et d’ossements qui allèrent rejoindre ceux de la station sud [...] Lors de l’excursion que j’y fis au début de 1881, je ne constatai que le plus important des deux gisements, mais en juin de nouvelles fouilles me permirent de reconnaître les deux stations paléolithiques voisines, l’une moustérienne et l’autre magdalénienne. Le 8 juin 1881, j’apportais à Angoulême une portion de ma récolte à la société archéologique et donnai les résultats de mes recherches : une grande pièce recueillie dans la couche 2, concluant que nous avions à la Quina une réponse précise sur la controverse sur les rapports stratigraphiques entre l’époque Chelléenne et l’époque Moustérienne, l’ancien lit du Voultron divisant la station en 2 couches bien nettes : l’inférieure contenant le type de Chelles, la supérieure ne contenant que des types purs du Moustier. Mais j’ai dû réviser cette position, car après avoir nettoyé cette grande pièce de silex, je n’avais plus qu’un grand racloir bombé sur deux faces qu’on trouve dans les stations moustériennes. Les fouilles de Philippe Ramonet en 1880 sont venues confirmer cette observation. En 1882, le compte-rendu du congrès de La Rochelle contient un résumé de mes recherches dans la station nord et une discussion sur les boules de calcaire. En 1883, Émile Rivière rendit compte de cette communication dans la revue Scientifique, résumant cette discussion relative aux boules. Le 3 mai 1883, je fis une communication à la société d’anthropologie de Paris, sur le lasso préhistorique à l’occasion des pierres rondes recueillies aux Ménieux et à la Quina.  Le 11 avril 1883, la question des boules fut discutée à la société archéologique de la Charente et M. Lièvre rendit compte d’une découverte semblable faite par lui dans la grotte du Verger, vallée des eaux claires. Le 25 juillet 1886, dans « l’Homme », Philippe Ramonet signale les fouilles qu’il a faites avec M. Fournier, et publie un dessin de la plus belle pièce provenant de la station nord : Un grand racloir finement retaillé, long de 17 cm sur 11 cm. En 1888, à l’Exposition Universelle par deux séries de cartons, ceux d’Émile Rivière que lui avait envoyés Monsieur de Laurière, et 4 cartons que j’avais moi-même envoyés, contenant 5 grands racloirs bombés sur une face et plats sur l’autre. Puis 4 racloirs plus petits, 2 pointes d’un type, dents de rennes et d’équidés, 2 pierres de jet prismatiques en silex, dents d’ours, de canidés et 3 pendeloques »

Les gisements de la Quina furent acquis par Léon Henri-Martin en 1905. Léon Henri-Martin, dans son ouvrage : « Recherches sur l’évolution du Moustérien dans le gisement de la Quina- Charente », relate l’historique du gisement, les premières fouilles de Gustave Chauvet et M. Vergnaud en 1872, le retour de Chauvet suite à l’élargissement de la route en 1881. 

« C’est aux études méthodiques et consciencieuses de M. Chauvet que nous devons certaines rectifications, car il n’a tenu aucun compte des fouilles faites alors dans les déblais, dans l’ignorance absolue de l’origine stratigraphique.  Durant plusieurs années M.Chauvet explora ce gisement et fit à son propos d’importantes communications. A côté de ces travaux, il faut citer Messieurs Vergnaud, Fournier, Condamy. Quant à mon ami Philippe Ramonet, il y fit en 1886 de belles fouilles. C’est à lui que je dois d’avoir exploré ce gisement en octobre 1905 »

Ce médecin, connu comme le « docteur Henri-Martin », fouilla les gisements de 1906 à 1936. Sa fille Germaine Henri-Martin poursuivit ses travaux de 1953 à 1965. À partir de 1985, A. Jelinek, A. Debénath et H. Dibble entreprirent de nouvelles fouilles,.
Le gisement de la Quina a été classé au titre des monuments historiques par arrêté du 14 février 1984.

## Galerie

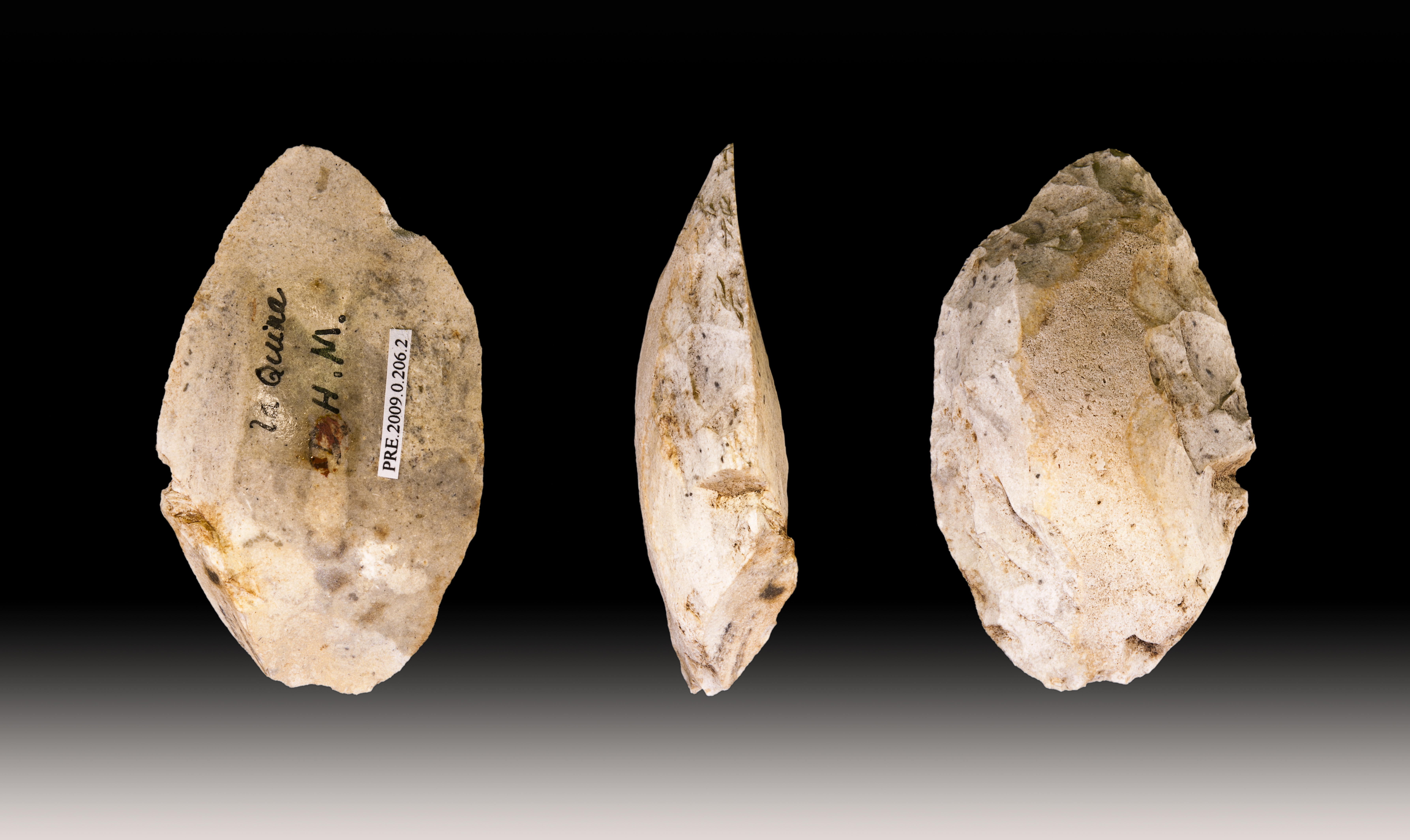
Racloir moustérien - Muséum de Toulouse.
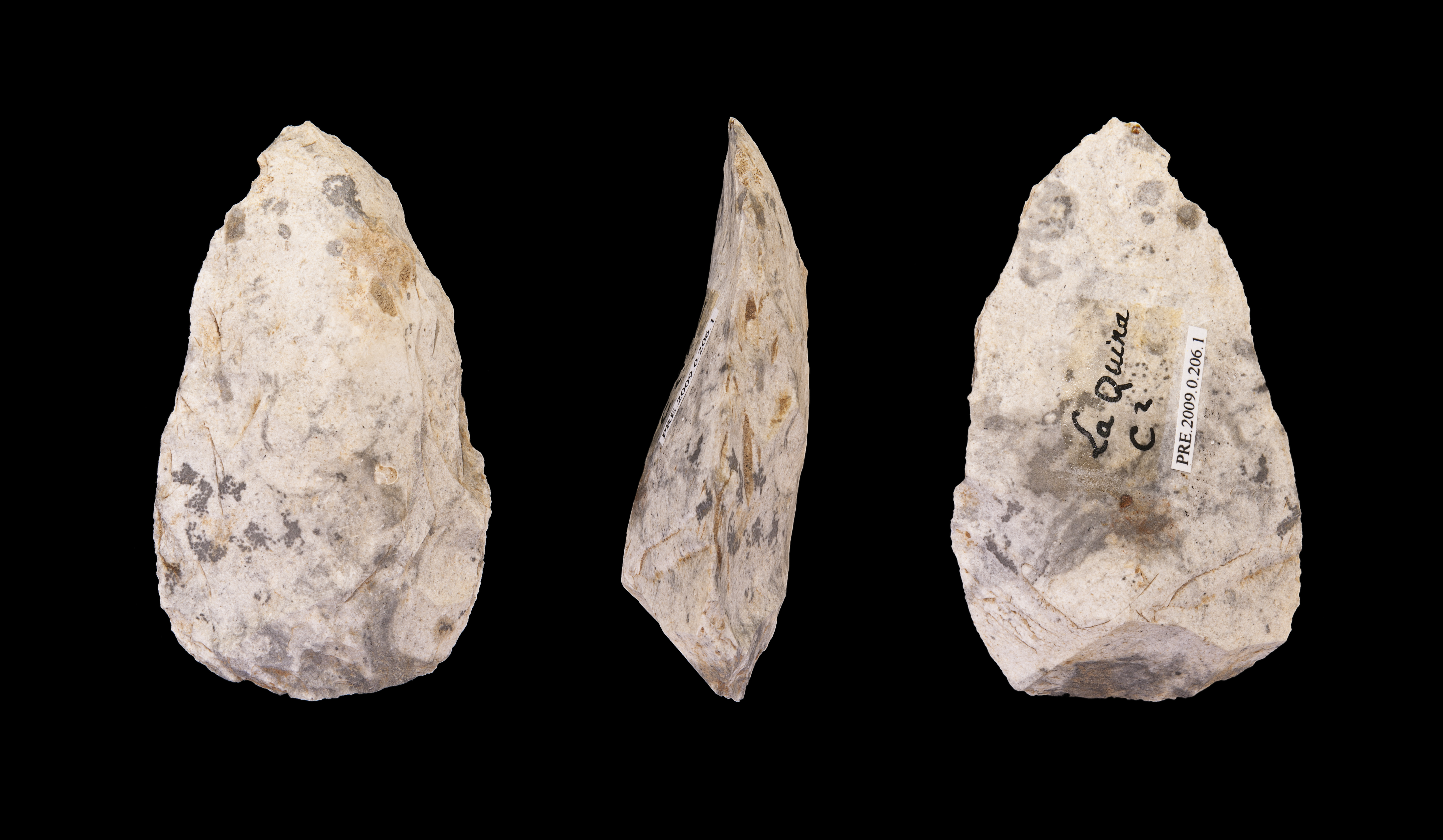
Racloir moustérien - Muséum de Toulouse.
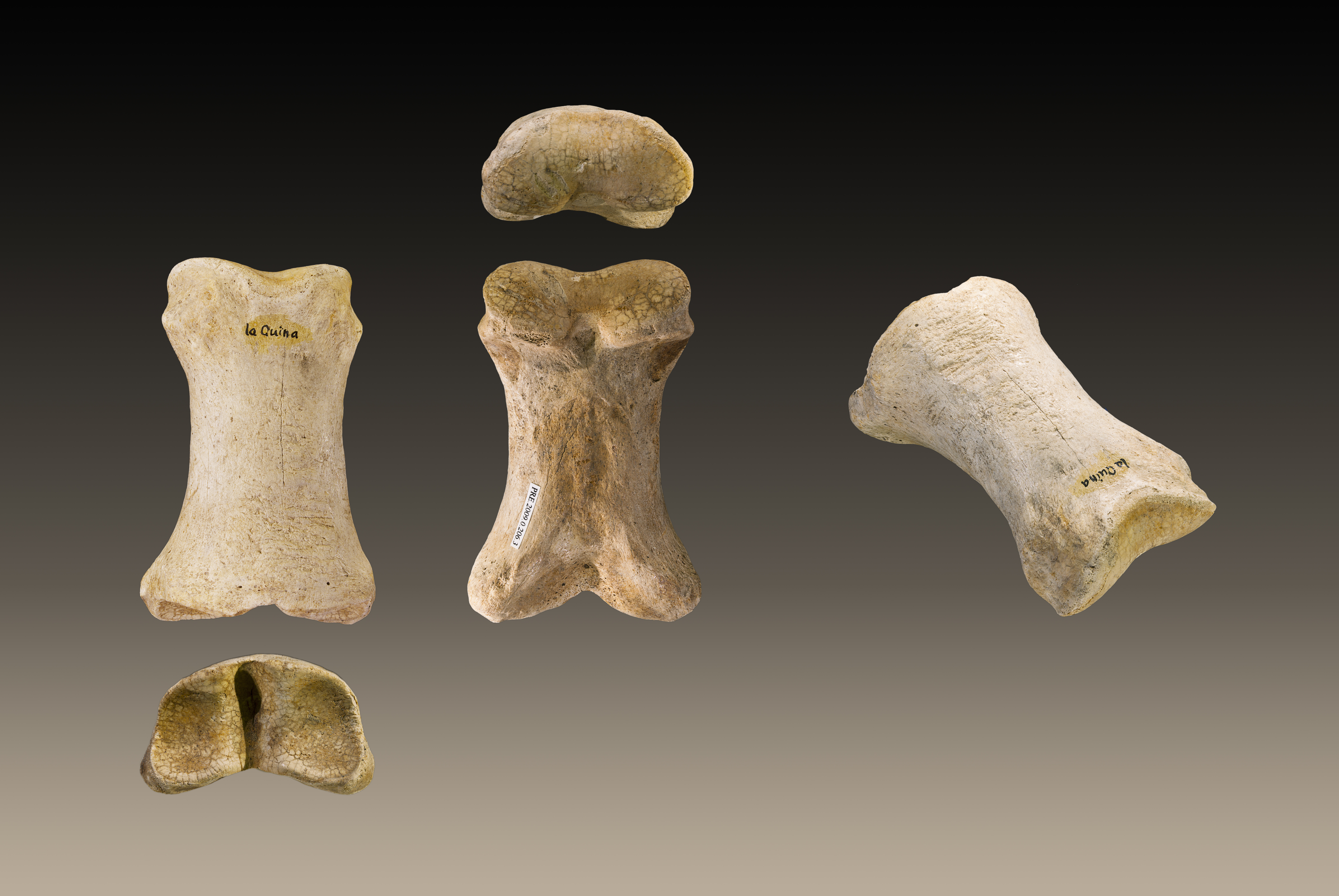
Retouchoir de La Quina - Muséum de Toulouse.
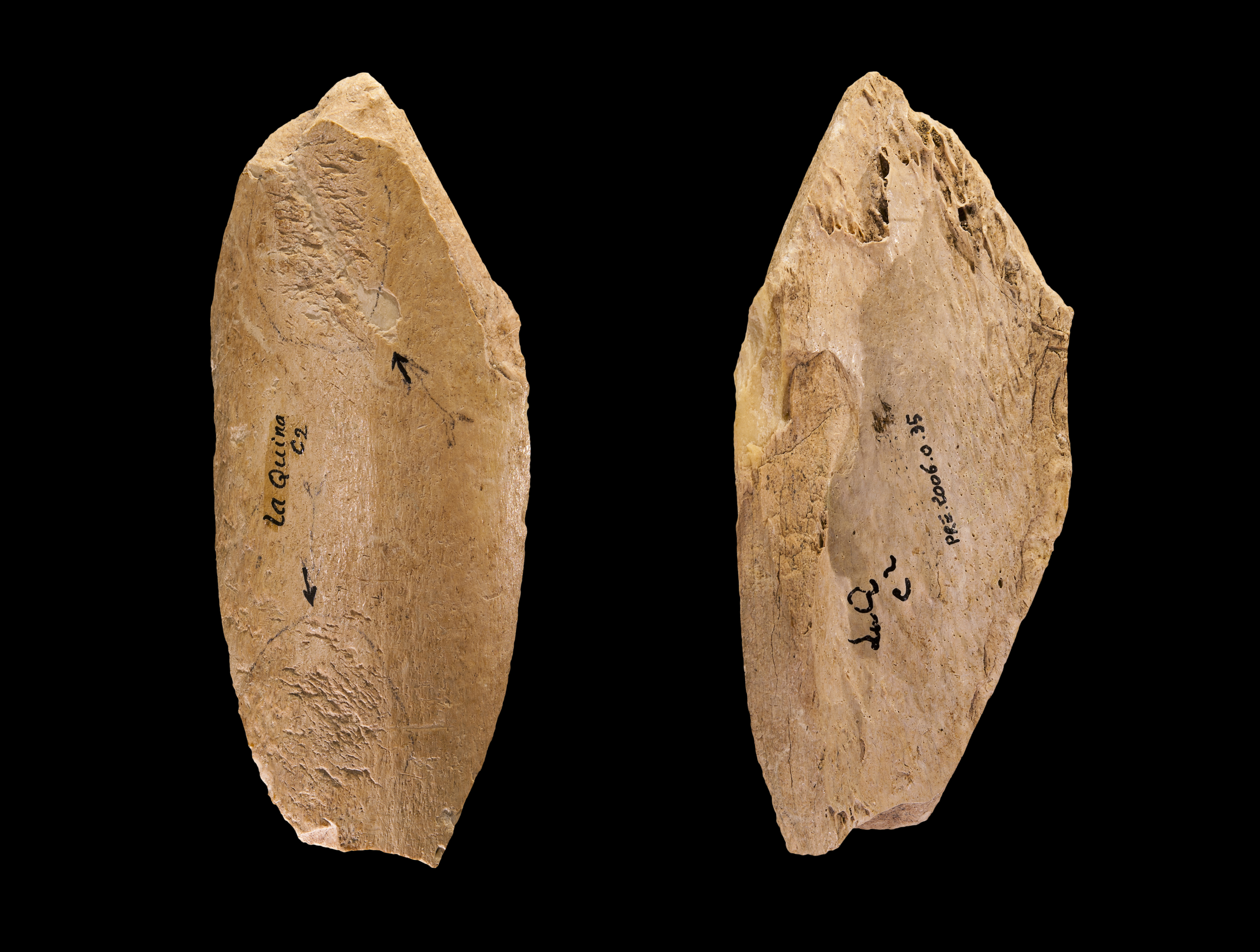
Retouchoir de La Quina - Muséum de Toulouse.

## Station amont

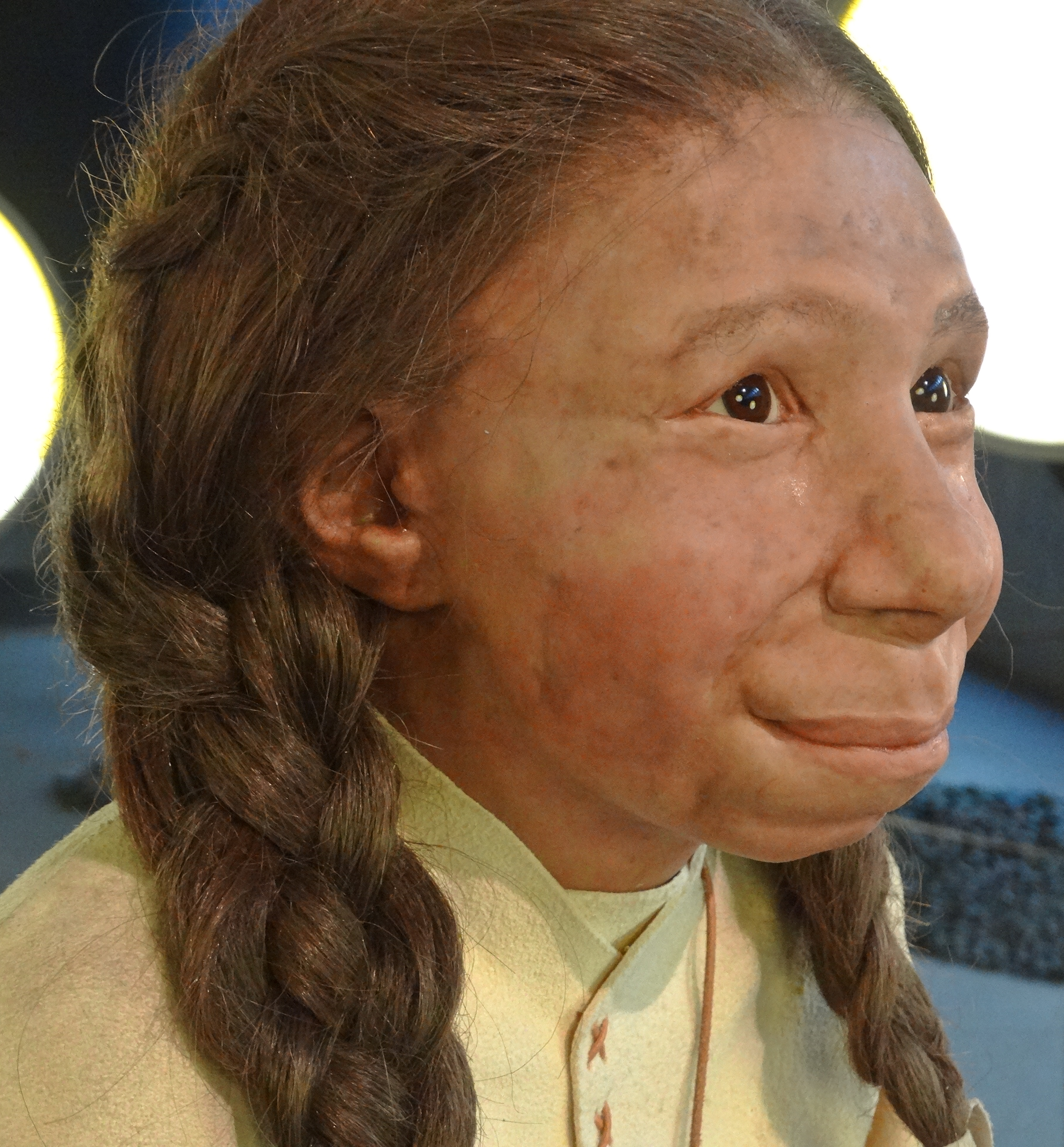
Reconstitution du crâne H5, attribué à la « femme de la Quina » mais qui a changé cinq fois de sexe depuis sa découverte, en raison de la difficulté pour les paléoanthropologues à évaluer le dimorphisme sexuel de stature, peu accentué chez les Néandertaliens.

Le premier gisement a essentiellement livré des industries lithiques du Moustérien. Il s’agit du gisement éponyme du faciès dit « Moustérien de type Quina », caractérisé par l’abondance des racloirs convexes à retouche écailleuse scalariforme  (« retouche Quina »), sur éclats courts et épais. La séquence moustérienne se termine par une industrie attribuée au Moustérien à denticulés, datée de 43 000 ± 3600 ans BP par thermoluminescence.
Les niveaux moustériens ont livré de nombreux restes fauniques (Grands bovidés, Cheval, Renne) dont certains présentent des traces d’action anthropique (fracturation, strie de découpe, utilisation comme retouchoir) comme l’avait noté et décrit L. Henri-Martin.
Dans son livre Recherches sur l'évolution du Moustérien dans le gisement de la Quina, Henri-Martin consacre un chapitre à l'étude des Pièces osseuses présentant un travail humain probable et d'un usage indéterminé. Il s'agit entre autres d'os iliaques de bisons et de chevaux, os façonnés afin d'utiliser leurs cavités cotyloïdes. Leur usage comme bols ou louches, alors incompris, a été déterminé par des trouvailles identiques mais mieux préservées sur le site du fort Harrouard, étudiées par Louis Giraud.
Les restes de 27 individus présentant les caractéristiques d’Homo neanderthalensis ont également été découverts dans ce gisement. Au moins un de ces individus avait bénéficié d’une sépulture primaire : il a été mis au jour en 1911 et il s’agit d’un individu adulte, probablement une femme (La Quina 5),. Le squelette d'un enfant néandertalien d'environ huit ans a également été mis au jour (La Quina 18).

Squelettes de la Quina
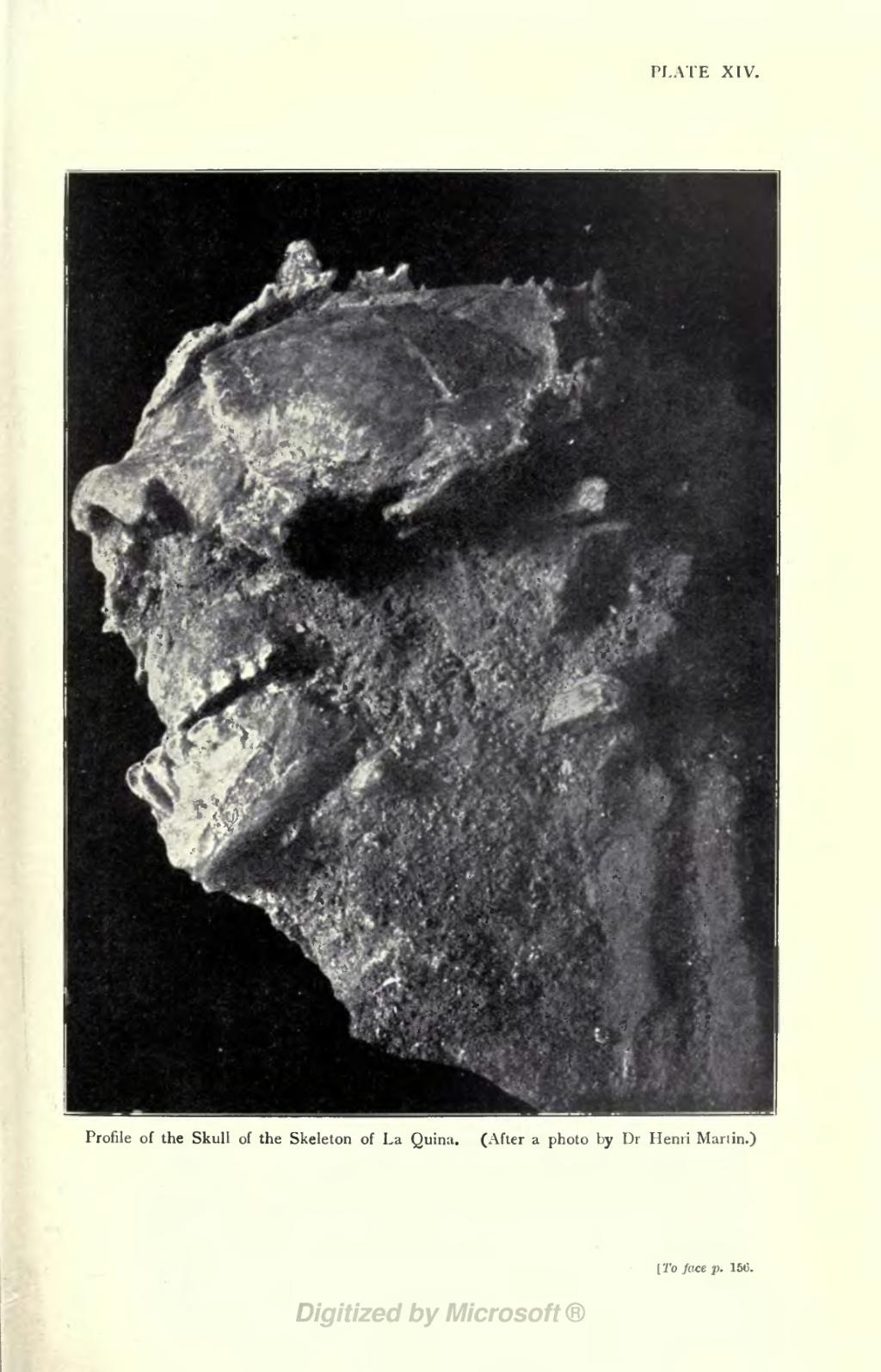
Crâne du squelette trouvé par L. Henri-Martin le 18 septembre 1911[15],[N 4].
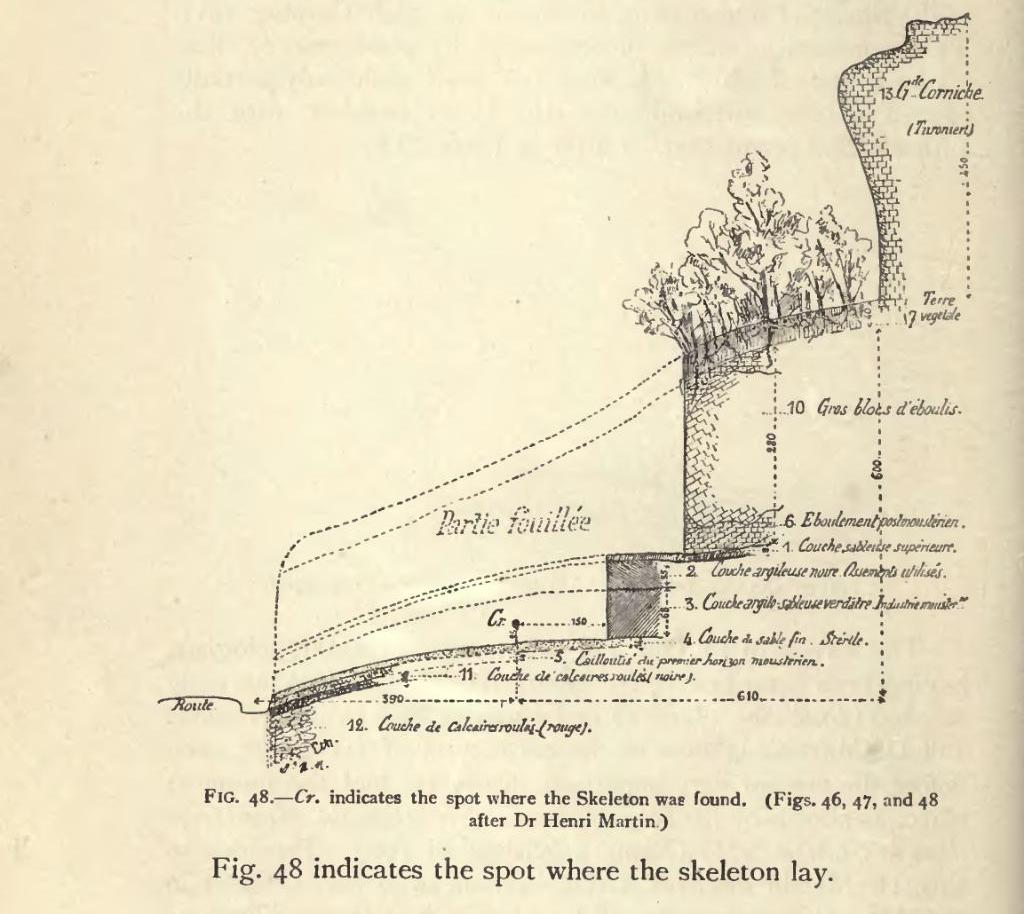
Emplacement du squelette du 18 sept. 1911, schéma par Léon Henri-Martin[16].
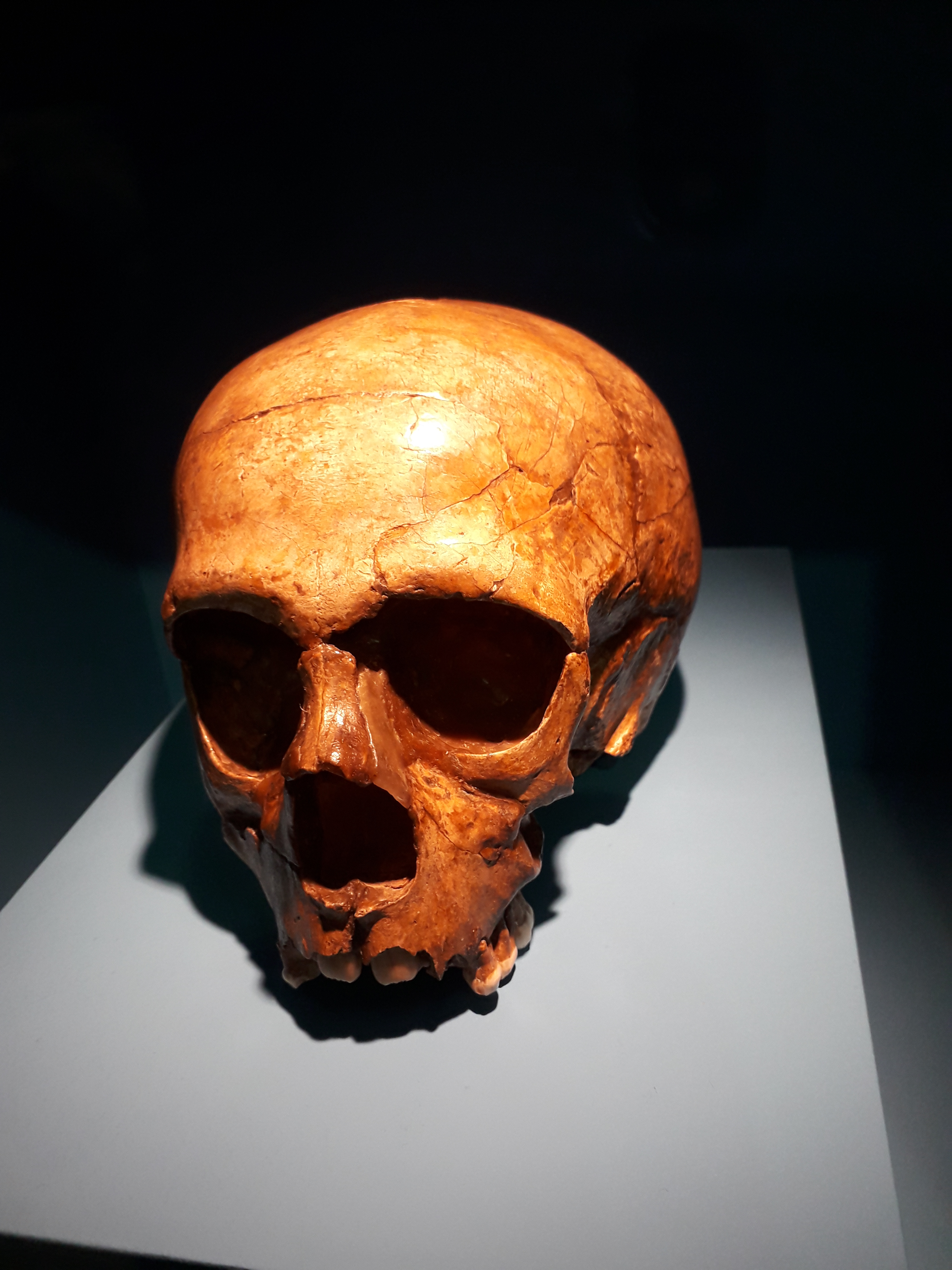
Enfant dit "H18".
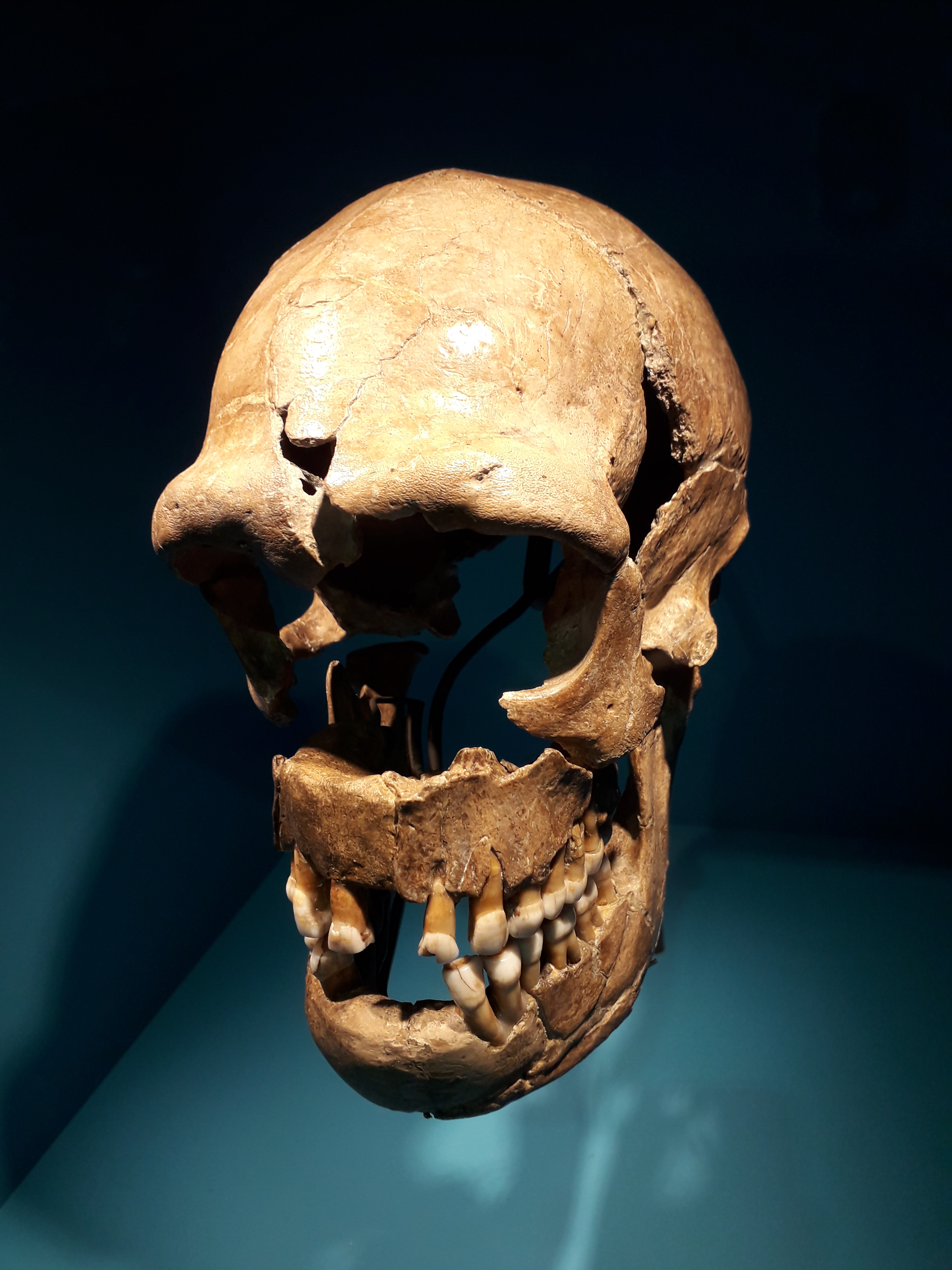
Individu dit "H5".

## Station aval
La station aval se trouve dans la partie Ouest du gisement de la Quina. Cette partie du site a subi des éboulements de deux sortes : le bord de la voûte de la grotte s'est effondré, formant comme une « digue » d'éboulis tassés à l’entrée (sur l'avant) du gisement ; et la falaise surplombant le site a aussi connu plusieurs éboulements consécutifs à son érosion naturelle. Entre ces deux formations d'éboulis se trouve un espace formant une sorte de caniveau, préservé de tout éboulement.
Dès le début des fouilles Léon Henri-Martin, sa tranchée « Z » (fouillée de 1922 à 1930) localisée dans le « caniveau » a livré trois faciès d'Aurignacien typique (couche 1, 2 et 3). La couche 3, la plus ancienne de cet Aurignacien, contenait des pointes de sagaies à bases fendues entre des foyers noirs, le tout enrobé dans un dépôt sec brun-rougeâtre. 

La couche 4, directement sous cette couche d'Aurignacien ancien (donc sans horizon stérile intercalé), présentait un remplissage d'argile verte et humide enrobant de petits blocs de calcaire plus ou moins anguleux ainsi que de l'industrie châtelperronienne, présentant des affinités avec le Moustérien à denticulés.
Dans ce « caniveau », toutes les couches se sont déposées selon un plan à peu près horizontal. Sur l'avant du site, la couche 1 s'est déposée selon un plan incliné sur la pente de l'éboulis formant « digue ».